# Horresco referens

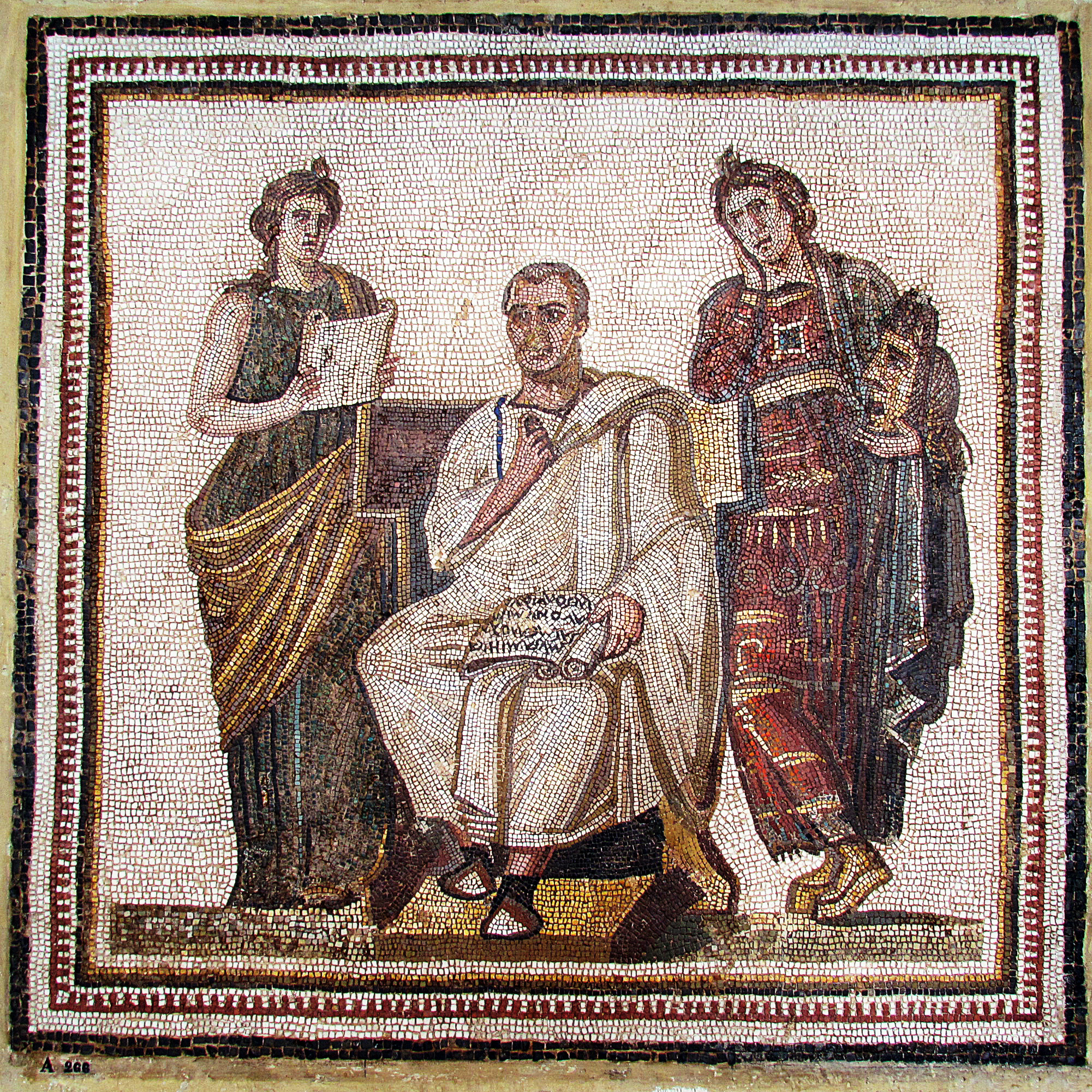
Virgilio con lEneide tra Clio e Melpomene (Museo nazionale del Bardo, Tunisi)

La locuzione latina Horresco referens, tradotta letteralmente, significa inorridisco al raccontare. (Virgilio, Eneide, Il, 204).
È la frase che pronuncia Enea nel ricordare la spaventosa fine di Laocoonte e dei suoi due figli, divorati dai serpenti venuti dal mare.

La frase si utilizza nel linguaggio comune con significato umoristico e satirico.
Indro Montanelli riporta la notizia che il cardinale Alfredo Ottaviani, di fronte alla presenza di "osservatori esterni" non cattolici inviati al Concilio Vaticano II, avrebbe esclamato horresco!